# Büchnertragt
En büchnertragt er en slags laboratorieudstyr som bruges til sugefiltrering. Traditionelt blev den fremstillet af porcelæn, men glas- og plastictragte kan også fås. Den nederste del af tragten har form som en konus, mens den øverste del er en fladbundet cylinder. bunden er hullet således at væske kan komme igennem.
Büchnertragte bruges oftest sammen med en sugekolbe. Der placeres et stykke filterpapir på bunden, som fugtes for at undgå utætheder. Det der skal filtreres hældes i tragten og trækkes igennem filteret ved hjælp af et sug på kolben.
Büchnertragten bruges ofte i kemilaboratorier under organiske synteser til oprensning og af fast stoffer. Pga. undertrykket i kolben suges alt væske fra stoffet som efterlades næsten tørt på filterpapiret.
Tragten er opkaldt efter den tyske industrikemiker Ernst Büchner, og ikke efter den tyske nobelprismodtager i kemi Eduard Buchner.